# Diplazium calogrammum
Diplazium calogrammum är en majbräkenväxtart som beskrevs av Hermann Christ.. 
Diplazium calogrammum ingår i släktet Diplazium och familjen Athyriaceae. Inga underarter finns listade i Catalogue of Life.